# Hemiphyllodactylus gengmaensis
Hemiphyllodactylus gengmaensis — вид ящірок з родини геконових (Gekkonidae). Відкритий у 2024 році.

## Поширення
Ендемік Китаю. Поширений у провінції Юньнань на півдні країни. Типове місцезнаходження: село Баньсін, Генма-Дай-Васький автономний повіт, Юньнань, Китай (23,517°N, 98,925°E, на висоті 664 м над рівнем моря).

## Опис
Довжина голотипного зразка 43,24 мм. Має темні заочноямкові смуги або смуги на тілі; присутні темні поперечні плями на спині; і коричневий постсакральний знак із виступаючими вперед руками.